# Xavier Arias i Sunyer
Xavier Arias i Sunyer (Barcelona, 10 d'octubre de 1970) és un alpinista català. Ha assolit set cims de vuit mil metres, i diverses muntanyes de sis mil i set mil metres.

## Biografia
Es va iniciar en el senderisme de molt petit de la mà del seu avi amb qui feia llargues caminades per la muntanya. Ben aviat va ingressar a l'Agrupament Escolta i guies Sant Jordi d'Esplugues i va començar a escalar i pujar muntanyes als Pirineus i als Alps. Ara és membre actiu del Grup Excursionista GELADE i del Club Excursionista de Gràcia.
Ha pujat la majoria de cims de més de tres-mil metres dels Pirineus i ha recorregut, entre d'altres, les crestes del Diablo (Balaitus), Cresta de Salenques, Alba, Lézat i Circ de Vignemale. Als Alps ha pujat al Cerví per Itàlia-Suïssa, Mont Blanc (aresta Kuffner), Aresta Rochefort, Mont Maudit, Mont Rosa (Itàlia i Suïssa), Càstor, al Lenzpitze (Cara Nord), Dom de Mischabel, Gran Paradiso, Dôme de Neige des Ecrins, i Nadelhorn entre d'altres.
Ha escalat sobre roca als Alps Francesos, Dolomites, Overland, Montserrat, Pirineus, Pedraforca, Picos de Europa, Còrsega, Riglos, Marroc, Sud-àfrica, etc. Sobre gel, ha escalat als Pirineus, Alps, i Noruega entre d'altres llocs.
A partir de 1994 la seva activitat de muntanya busca cada cop fites més llunyanes, als Andes, al Caucas, i a l'Himàlaia. Ha assolit el cim del Nun Kun, el Pic Lenin, Kilimanjaro, Nevado Pisco, Huayna Potosí, Huascarán, Illimani, Nevado Condoriri, Damavand i en nombroses ocasions Island Peak, Mera Peak, Lobuche, Kilimanjaro, Elbrus i Aconcagua. L'any 2006 va fer cim a l'Aconcagua en hivernal, escalant la directa argentina al Glaciar de los Polacos. L'any 2017 va fer cim al Ama Dablam de 6.812 m.
Com a Himalaista ha participat en més d'una dotzena d'expedicions a muntanyes de més de vuit-mil metres, i ha fet cim en set ocasions: Shisha Pangma Central (2002); Dhaulagiri, (2004); Cho Oyu (2007) en modalitat non stop, en menys de vint-i-quatre hores; Everest (2008); Lhotse (2009), Broad Peak (2011). i Manaslu (2017).
És autor, com a càmera i realitzador, de diversos reportatges de muntanya.
El 2016 va aparèixer el llibre Emocions Infinites, escrit per Jordi Viader al voltant de l'activitat esportiva de Xavi Arias com a alpinista i escalador.

## Expedicions
- Cho Oyu (8.201 m). Sense fer cim, 1998.
- Annapurna (8.091m). Sense fer cim, 2000.[15]
- Shisha Pangma Central (8.008 m). Cim assolit, 2002.
- Dhaulagiri (8.167 m). Cim assolit, 2004.[5]
- Everest (8.846m). Cara Nord. Sense fer cim, 2005.
- Cho Oyu (8.201 m). Cim assolit en modalitat non-stop i menys de vint-i-quatre hores, 2007.[6]
- Everest (8.846m). Cara Sud. Cim assolit amb oxigen, 2008.[7]
- Lhotse (8.516 m). Cim assolit, 2009.[8]
- Annapurna (8.091m). Sense fer cim, 2010.[15]
- Manaslu (8.163 m). Sense fer cim, 2010.
- Broad Peak (8.047). Cim assolit, 2011.[9][10][11]
- Manaslu (8.163 m). Sense fer cim, 2013.[16]
- Manaslu (8.163 m). Cim assolit, 2017.
- Manaslu (8.163 m). Cim assolit, 2019.
- Manaslu (8.163 m). Sense fer cim, 2022.